# Ronald Fraser
Ronald Fraser (Hamburg, 1930 - València, 10 de febrer de 2012) fou historiador i hispanista.

## Biografia
De pare escocès i mare nord-americana, es formà a la Gran Bretanya, Estats Units i Suïssa, i fou professor visitant d'història contemporània d'Espanya i història oral a la Universitat de Califòrnia a Los Angeles. Vingué a Espanya per primera vegada el 1957, a Mijas, a prop de Málaga. Periodista, formà part del consell de redacció de la revista New Left Review. Va viure els seus darrers 25 anys a València amb la historiadora Aurora Bosch. Especialitzat en història oral i història d'Espanya -amb especial atenció en la Guerra civil espanyola i la Guerra de la Independència-, la seva tasca suposà un impuls important en l'ús de les fonts orals entre els historiadors de l'àmbit hispanoparlant.
Entre els seus llibres destaquen Mijas. República, guerra, franquismo en un pueblo andaluz (1985), Recuérdalo tú y recuérdalo a otros (1979) -convertit en un clàssic sobre la guerra civil espanyola-, on recull, durant l'estiu de 1973, 250 testimonis de gent corrent sobre la guerra civil. Així mateix va ser molt cèlebre Escondido. El calvario de Manuel Cortés (2006), que explica la història de l'alcalde republicà de Mijas, amagat durant la posguerra a Espanya i sense poder sortir per tal d'evitar el més que probable afusellament per la repressió franquista, i La maldita guerra de España. Historia social de la Guerra de la Independencia, 1808-1814 (2006). El seu darrer llibre és Dos guerras de España (Crítica, 2012). Les seves gravacions d'història oral espanyola foren donades a la Biblioteca de la Universitat de Liverpool.

## Obres de Ronald Fraser
- Work, I i II. Hablan los trabajadores. Barcelona: Nova Terra, 1970, 2 vol.
- In hiding: the life of Manuel Cortés. (1972). Escondido: el calvario de Manuel Cortés. Trad. d'Eva Rodríguez Halfter. València: Institució Alfons el Magnànim, 1986.
- Blood of Spain (1979). Recuérdalo tú y recuérdalo a los otros. Historia oral de la Guerra Civil Española. Barcelona: Crítica.
- Mijas: República, guerra, franquismo en un pueblo andaluz. Barcelona: Antoni Bosch, 1985. (La primera edició portà el títol de Tajos: República... por miedo a la censura).
- In Search of a Past. The Manor House, Amnersfield, 1933-1945. (Londres-Nova York, 1984). En busca de un pasado. La Mansión, Amnersfield, 1933-1945. Trad. d'Eva Rodríguez Halfter; pròleg de Carlos Castilla del Pino. València: Institució Alfons el Magnànim, 1987.
- La maldita Guerra de España: historia social de la Guerra de la Independencia, 1808-1814. Trad. de Silvia Furió. Barcelona: Crítica, 2006. ISBN 978-84-8432-728-8

## Fons personal
El catàleg de Ronald Fraser, integrat per un fons de 270 testimonis orals, representa la ingent obra de treball pioner, rigorós i tenaç de l'investigador britànic, i significa per a l'Arxiu Històric de la Ciutat de Barcelona (AHCB) la culminació d'un compromís i, alhora, la manifestació evident de la voluntat de preservar i difondre les fonts orals en la doble vessant, oral i escrita.
La Guerra Civil Espanyola és el període historiat a partir de la memòria d'aquells que la van viure des de les més diverses posicions ideològiques, condicions socials i procedències geogràfiques. El testimoni oral d'aquestes persones es recull entre els anys 1973 i 1975.
Arran de la donació l'octubre de 1983, per la voluntat de Ronald Fraser de lliurar la seva documentació oral i escrita a una institució arxivística i un cop publicat el seu estudi titulat Recuérdalo tú y recuérdalo a otros. Historia oral de la guerra civil española (Barcelona, 1979), l'AHCB va incorporar en els seus objectius aplegar, no només fons documentals, sinó també fons orals, relacionats amb la història de Barcelona.